# Magnus Gullerud
Magnus Gullerud (* 13. November 1991 in Kongsvinger) ist ein norwegischer Handballspieler.

## Karriere

### Verein
Gullerud begann das Handballspielen bei Skarnes Håndball und schloss sich anschließend Elverum Håndball an.  Der Kreisläufer war anfangs für Elverum Håndball als Amateur aktiv und unterschrieb dort 2009 einen Profivertrag. Mit Elverum gewann er 2013 die norwegische Meisterschaft. Aufgrund seiner Entwicklung in Elverum wurden mehrere europäische Vereine auf ihm aufmerksam. Trotz Anraten seines Vereinstrainers Christian Berge in die deutsche Bundesliga zu wechseln, unterschrieb Gullerud im Jahr 2013 einen Vertrag beim dänischen Erstligisten SønderjyskE. Zur Saison 2016/17 wechselte er zum deutschen Verein GWD Minden, den er im Sommer 2020 verließ.
Ab der Saison 2020/21 stand er beim SC Magdeburg unter Vertrag. Mit Magdeburg gewann er die EHF European League 2021, den IHF Super Globe 2021 und die Deutsche Meisterschaft 2022.
Nach Ablauf seines Vertrages im Sommer 2022 schloss er sich dem norwegischen Erstligisten Kolstad IL an. Mit Kolstad gewann er 2023, 2024 und 2025 sowohl die norwegische Meisterschaft als auch den norwegischen Pokal.

### Nationalmannschaft
Gullerud bestritt bislang 203 Länderspiele für die norwegische Nationalmannschaft, in denen er 302 Treffer erzielte. Mit Norwegen wurde er 2017 und 2019 Vize-Weltmeister. Bei der Europameisterschaft 2020 gewann er mit der Auswahl die Bronzemedaille. Mit Norwegen nahm er an den Olympischen Spielen in Tokio und an den Olympischen Spielen in Paris teil. Bei der Weltmeisterschaft 2025 warf er fünf Tore in vier Spielen und erreichte mit der Auswahl den 10. Platz.